# LaTasha Jenkins
LaTasha Jenkins (Estados Unidos, 19 de diciembre de 1977) es una atleta estadounidense, especialista en la prueba de 200 m, en la que ha logrado ser subcampeona mundial en 2001.

## Carrera deportiva
En el Mundial de Edmonton 2001 ganó la medalla de plata en la carrera de 200 metros, con un tiempo de 22.85 segundos, llegando a la meta tras la bahameña Debbie Ferguson (oro con 22.52 segundos) y por delante de la atleta de las Islas Caiman Cydonie Mothersille (bronce con 22.88 segundos).